# Cha Kum-chol
Cha Kum-chol (kor. 차금철; ur. 19 lipca 1987) – północnokoreański sztangista, dwukrotny medalista mistrzostw świata.

## Kariera
Największy sukces osiągnął w 2007 roku, kiedy na mistrzostwach świata w Chiang Mai zdobył złoty medal w wadze koguciej. Wyprzedził tam bezpośrednio Chińczyka Li Zhenga i Eko Yuli Irawana z Indonezji. Na rozgrywanych trzy lata później mistrzostwach świata w Antalyi zajął trzecie miejsce, przegrywając tylko z dwoma Chińczykami: Wu Jingbiao i Long Qingquanem. W 2008 roku wystartował na igrzyskach olimpijskich w Pekinie, gdzie z wynikiem 283 kg zajął 5. miejsce. Ponadto wywalczył srebrny medal podczas igrzysk azjatyckich w Kantonie, gdzie lepszy był tylko Wu Jingbiao.